# لخوویتسه
لخوویتسه (به چکی: Lechovice) یک منطقهٔ مسکونی در جمهوری چک است که در ناحیه زنویمو واقع شده‌است. لخوویتسه ۵٫۷۲ کیلومتر مربع مساحت و ۴۳۰ نفر جمعیت دارد و ۱۹۷ متر بالاتر از سطح دریا واقع شده‌است.